# 부현석
부현석(1995년 12월 12일 ~)은 대한민국의 가수다. 2015년 싱글 [하고 싶은 대로 살기 위해 해야 하는 하기 싫은 것]으로 데뷔했다.

## 방송
- 쇼미더머니3 (2014) - Top12(10위)
- 쇼미더머니777 (2018) - Top24
- 쇼미더머니8 (2019) - Top54
- 드랍더비트 (2022) - Top10(5위)

## 음반
- 하고 싶은 대로 살기 위해 해야 하는 하기 싫은 것 (2015)
- 플라이어호 (2015)
- BROKE BOI SAID (2018)
- CREW (2019)
- DONGBU_GANSUN_BOI (2019)
- neighborHOOD (2020)
- FRONT LINE (2020)
- 둘넷칠고(247go Pt.2) (2022)
- CAMOFLAUGE (2022)
- KHANBOO (2022)
- SOLDIER (2022)
- ride 4 me (2022)
- 부티 (2022)